# Деор
Във фантастичната Средна земя на британския писател Джон Роналд Руел Толкин Деор (на английски: Deor) е седмият крал на Рохан. Той е роден по време на управлението на своя прапрадядо Алдор Стария, което създава необичайна ситуация от едновременно живеещи пет поколения от владетелския род. Деор става крал след смъртта на своя баща Голдвине през 2699 г. от Третата епоха на Средната земя.
По време на управлението на Деор дунледингите започват отново да създават проблеми на Рохан. Става ясно, че те бавно са се придвижили на юг през управлението на бащата на Деор - Голдвине, след като са прогонени от Алдор години преди това. Деор тръгва с армия на север, за да ги прогони отново, но научава, че дунледингите са завзели крепостта Исенгарт, която е смятана за непревземаема.
Деор умира през 2718 г. Т.Е. след изпълнено с трудности управление продължило 19 години. Той е наследен от своя син Грам.